# Jolanda Čeplak
Jolanda Čeplak-Steblovnik (Celje, 12 september 1976) is een Sloveense middellangeafstandloopster en sprintster, bronzenmedaillewinnares op de Olympische Spelen en tweevoudig Europees kampioene. Aan het begin van haar sportcarrière liep ze alle afstanden, maar later specialiseerde zij zich op de 800 m. Čeplak-Steblovnik heeft sinds 3 maart 2002 het wereldrecord in handen op de 800 m (indoor). In 2007 werd ze betrapt op het gebruik van epo, waarna ze voor twee jaar werd geschorst.

## Biografie

### Jeugd
In 1995 behaalde Čeplak haar eerste internationale succes door brons te winnen op het EK voor junioren op de 1500 m.

### Doorbraak
In 2002 kwam haar doorbraak. Ze werd onder andere Europees indoorkampioene in Wenen en liep daarbij op de 800 m een indoor wereldrecord. Datzelfde jaar behaalde zij ook goud bij de Europese outdoorkampioenschappen in München en liep zij op de 800 m met 1.55,19 een nieuw Sloveens record. Velen stonden versteld van de progressie die de Sloveense in zo'n korte tijd vertoonde. Immers, waar haar PR op de 800 m in 2001 nog op 1.58,71 stond, liep Čeplak het jaar erna indoor ineens 1.55,82. 'Zoiets is onmogelijk', mopperde de concurrentie. Zelf toonde zij zich echter nauwelijks verbaasd. 'Vergeet niet dat ik al 14, 15 jaar training achter de rug heb. Toen ik 12 was liep ik de 800 meter al in 2.15. In mijn juniorentijd heb ik steeds de 1500 meter gelopen, maar die afstand ligt mij veel minder goed.'
In 2004 won ze op de wereldkampioenschappen indooratletiek in Boedapest op de 800 m zilver en op de Olympische Spelen van Athene behaalde ze op die afstand achter Kelly Holmes en Hasna Benhassi een bronzen medaille.
Op de Europese kampioenschappen indooratletiek 2007 in Birmingham werd ze derde, opnieuw op de 800 m.

### Doping
Op 26 juli 2007 werd door de IAAF het bericht bevestigd, dat Jolanda Čeplak bij een op 18 juni 2007 uitgevoerde controle was betrapt op het gebruik van de bloeddoping epo. Zowel de A- als de B-staal van de in Monaco woonachtige Čeplak bleek positief zijn. Als ze schuldig zou worden bevonden, wachtte haar een schorsing van twee jaar. In een reactie verklaarde Jolanda Čeplak, dat zij nooit verboden middelen zou hebben ingenomen en dat zij met alle mogelijke middelen zou trachten haar onschuld te bewijzen. Twijfels over de juistheid van de test waren er volgens Peter Kukovica, de voorzitter van de Sloveense Atletiekfederatie, echter niet. De kans op een tweejarige schorsing was dus groot. Op 28 maart 2008 maakte de Sloveense atletiekfederatie bekend, dat Jolanda Čeplak definitief voor twee jaar was geschorst. Formeel zou zij pas weer van de partij kunnen zijn op de WK van 2009 in Berlijn.
Čeplak is op dit moment werkzaam als conditietrainer bij de Interblock football club in Ljubljana.

## Titels
- Europees kampioene 800 m - 2002
- Europees indoorkampioene 800 m - 2002
- Sloveens kampioene 400 m - 1995
- Sloveens kampioene 800 m - 1994, 2000
- Sloveens kampioene 1500 m - 1993, 1994, 1996, 1999
- Sloveens kampioene 3000 m - 1996

## Persoonlijke records
Outdoor
| Onderdeel   | Prestatie | Datum             | Plaats         |
| ----------- | --------- | ----------------- | -------------- |
| 400 m       | 54,67     | 2000              |                |
| 800 m       | 1.55,19   | 20 juli 2002      | Heusden-Zolder |
| 1000 m      | 2.31,66   | 28 augustus 2002  | Rovereto       |
| 1500 m      | 4.02,44   | 24 mei 2003       | Eugene         |
| 1 Eng. mijl | 4.29,58   | 13 september 2006 | Celje          |

Indoor
| Onderdeel | Prestatie    | Datum            | Plaats     |
| --------- | ------------ | ---------------- | ---------- |
| 800 m     | 1.55,82 (WR) | 3 maart 2002     | Wenen      |
| 1000 m    | 2.38,03      | 21 februari 2003 | Birmingham |
| 1500 m    | 4.05,44      | 9 maart 2002     | Glasgow    |

## Palmares

### 800 m
- 2000: 4e EK indoor - 2.02,10
- 2000:  Europacup C in Bydgoszcz - 2.03,00
- 2001: 6e WK indoor - 2.02,67
- 2001: 6e Grand Prix Finale - 2.01,07
- 2002:  EK indoor - 1.55,82
- 2002:  Europacup C in Sevilla - 2.03,00
- 2002:  EK - 1.57,65
- 2002:  Wereldbeker - 1.59,42
- 2003:  Europacup C in Velenje - 2.03,00
- 2003: 4e WK indoor - 1.59,54
- 2003: 6e Wereldatletiekfinale - 2.00,91
- 2004:  WK indoor - 1.58,72
- 2004:  OS - 1.56,43
- 2007:  EK indoor - 2.00,00

### 1500 m
- 2003: 12e WK - 4.14,18